# Златополосая силага
Златополосая силага (лат. Sillago analis) — вид лучепёрых рыб семейства силаговых. Распространены в восточной части Индийского океана и юго-западной части Тихого океана. Максимальная длина тела 45 см.

## Описание
Тело удлинённое, несколько сжато с боков, покрыто ктеноидной чешуёй; на щеках ктеноидные чешуйки расположены в 3—4 ряда. Рыло заострённое с конечным ртом. На жаберной крышке есть короткий острый шип. На обеих челюстях щетинковидные зубы расположены полосками. На сошнике зубы расположены изогнутой полоской. На нёбе зубы отсутствуют. Боковая линия полная, тянется до хвостового плавника; в боковой линии от 54 до 61 чешуй, при этом у особей из Западной Австралии в боковой линии меньше чешуек по сравнению с особями из Квинсленда. На голове, рыле и челюстях хорошо развита сенсорная система. Два спинных плавника разделены небольшим промежутком. В первом спинном плавнике 11 тонких жёстких лучей, а во втором — один тонкий жёсткий луч и 16—18 мягких лучей. В длинном анальном плавнике две тонкие маленькие колючки и 14—16 мягких лучей. Хвостовой плавник выемчатый. Лучи в непарных плавниках соединены мембранами. В брюшных плавниках 1 колючий и 5 мягких лучей. Плавательный пузырь почти не отличим от такового у песчаной силаги; овальной формы, сужается в задней части; передняя часть плавательного пузыря с рудиментарными трубочками, выступающими вперед; и рядом боковых, которые уменьшаются в размерах и становятся пилообразными кзади. От вентральной поверхности плавательного пузыря отходит трубкообразный вырост, который идёт до мочеполового отверстия. Общее количество позвонков от 33 до 34; из них 13—14 брюшных, 4—8 модифицированных и 11—15 каудальных.
Тело светло-серебристое, несколько темнее на спине; ниже боковой линии проходит бледная полоса от золотисто-серебристого до золотисто-жёлтого цвета. Цвет анального и брюшных плавников от бледно- до ярко-жёлтого. Грудные плавники с мелкими тёмно-коричневыми точками. Нет темного пятна у оснований грудных плавников.
Максимальная длина тела 45 см, обычно до 35 см.

## Биология
Морские придонные рыбы. Обитают в прибрежных водах на глубине до 10 м над илистыми грунтами. Молодь предпочитает хорошо прогреваемые участки закрытых заливов, мангр и устьев рек; часто образует совместные стайки с другими видами силаговых. Взрослые особи перемещаются в более глубокие области с мутными приливными течениями в закрытых заливах и бухтах.

### Питание
В состав рациона молоди златополосых силаг размером менее 80 мм входят мелкие двустворчатые моллюски Mesodesma eltanae и амфиподы; взрослые особи питаются преимущественно моллюсками (в том числе Glauconome virens), а также в небольших количествах мелкими креветками, крабами и кольчатыми червями.

## Размножение
Самки златополосых силаг впервые созревают при длине тела 216 см к концу второго года жизни. 60 % самцов в популяции созревают также в возрасте двух лет при длине тела 184 см. Все особи созревают к концу третьего года жизни. В заливе Шарк нерестятся с января до марта.

## Ареал
Распространены в юго-восточной части Индийского океана от залива Шарк вдоль побережья Западной Австралии и далее вдоль побережья северной Австралии и в юго-западной части Тихого океана до Квинсленда и залива Мортон. Встречается южного побережья Папуа-Новой Гвинеи.